# Misteri di Roma
Misteri di Roma (Roman Mysteries) è una serie televisiva britannica trasmessa nel 2007 da BBC One. La serie è basata sulla collana di romanzi per bambini Avventure nell'antica Roma di Caroline Lawrence.

## Trama
Quattro ragazzi del 79 d.C. che vivono nell'antica Roma, sono impegnati a risolvere diversi casi. Un'ossessione per loro. I ragazzi sono Flavia (Francesca Isherwood), Jonathan (Eli Machover), Nubia (Rebekah Brookes-Murrell), e Lupus (Harry Stott), ragazzi con caratteri diversi ma uniti dal risolvere i misteri.

## Personaggi
- Nubia, interpretato da Rebekah Brookes-Murrell
- Jonathan, interpretato da Eli Machover
- Lupus, interpretato da Harry Stott
- Polla Pulchra, interpretato da Millie Binks
- Flavia, interpretata da Francesca Isherwood
- Marcus, interpretato da Eoin McCarthy: padre di Flavia
- Gaius, interpretato da Eoin McCarthy: zio di Flavia
- Mordecai, interpretato da Stephen Mapes: padre di Jonathan
- Miriam, interpretata da Natasha Barrero: sorella di Jonathan, moglie di Gaius

## Episodi
| Stagione         | Episodi | Prima TV Regno Unito | Prima TV Italia |
| ---------------- | ------- | -------------------- | --------------- |
| Prima stagione   | 10      | 2007                 | 2010            |
| Seconda stagione | 10      | 2008                 | N.D.            |